# Fil·lowita
La fil·lowita és un mineral de la classe dels fosfats que pertany i dona nom al grup de la fil·lowita. Va ser anomenada l'any 1879 per part de George J. Brush i Edward S. Dana en honor d'Abijah N. Fillow (1822 — 1895) de Branchville (Connecticut), propietari original i operador de la mina Branchville, que va recollir per primera vegada els fosfats de manganès rars que van fer famosa aquesta la localitat.

## Característiques
La fil·lowita és un fosfat de calci, sodi i manganès de fórmula química Na₂CaMn²⁺₇(PO₄)₆. Cristal·litza en el sistema trigonal; normalment en agregats granulars i rares vegades en forma de cristalls romboèdrics minúsculs que mostren {0112} i {0001}. La seva duresa a l'escala de Mohs és 4,5.
Segons la classificació de Nickel-Strunz, la fil·lowita pertany a «08.AC: Fosfats, etc. sense anions addicionals, sense H₂O, amb cations de mida mitjana i gran» juntament amb els següents minerals: howardevansita, al·luaudita, arseniopleïta, caryinita, ferroal·luaudita, hagendorfita, johil·lerita, maghagendorfita, nickenichita, varulita, ferrohagendorfita, bradaczekita, yazganita, groatita, bobfergusonita, ferrowyl·lieïta, qingheiïta, rosemaryita, wyl·lieïta, ferrorosemaryita, qingheiïta-(Fe2+), manitobaïta, marićita, berzeliïta, manganberzeliïta, palenzonaïta, schäferita, brianita, vitusita-(Ce), olgita, barioolgita, whitlockita, estronciowhitlockita, merrillita, tuïta, ferromerrillita, bobdownsita, chladniïta, johnsomervilleïta, galileiïta, stornesita-(Y), xenofil·lita, harrisonita, kosnarita, panethita, stanfieldita, ronneburgita, tillmannsita i filatovita.

## Formació i jaciments
La fil·lowita es forma com a mineral primari accessori en pegmatites granítiques.
Ha estat trobada al Canadà, França, els Estats Units, Uganda, Ruanda i la Xina. A Catalunya s'ha trobat fil·lowita al Cap de Creus, a la localitat de Cadaqués (Alt Empordà, Girona).
Sol trobar-se associada amb altres minerals com: triploidita, fairfieldita i reddingita.